# Totsuka, Yokohama
Totsuka-ku (戸塚区 Hộ Trũng khu) là một khu thuộc thành phố Yokohama, tỉnh Kanagawa, Nhật Bản. 

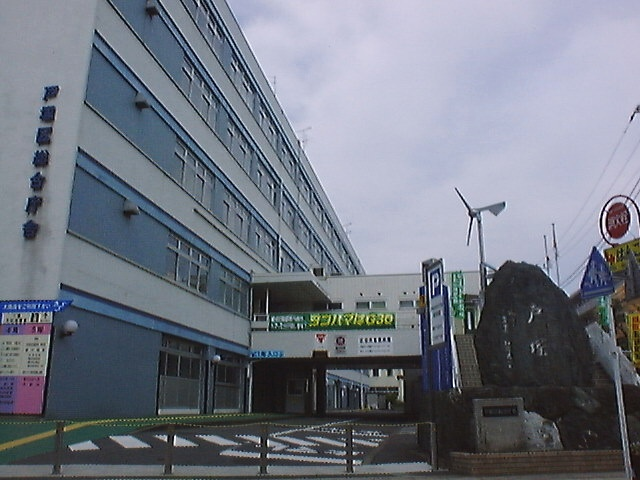
Văn phòng quận Totsuka

Quận có diện tích 35,7 km2, dân số năm 2010 là 273.418 người.